# Буловчак Іван Іванович
Іван Іванович Буловчак (нар. 1 січня 1959, смт Великий Березний, Закарпатська область, УРСР) — радянський футболіст, нападник. Майстер спорту СРСР.
Вперше зіграв за «Карпати» (Львів) 27 березня 1979 у матчі проти ашгабадського «Колхозчі». Пізніше виступав за «Десну» (Чернігів).